# Sainte-Marguerite-sur-Duclair
Sainte-Marguerite-sur-Duclair é uma comuna francesa na região administrativa da Normandia, no departamento de Sena Marítimo. Estende-se por uma área de 7,27 km². Em 2010 a comuna tinha 2 061 habitantes (densidade: 283,5 hab./km²).